# 团结街道 (鹤岗市)
团结街道是中国黑龙江省鹤岗市工农区下辖的一个街道。